# Hypocala australiae
Hypocala australiae là một loài bướm đêm trong họ Noctuidae.